# The Thermal Club Grand Prix 2025
Der The Thermal Club Grand Prix 2025 (offiziell The Thermal Club IndyCar Grand Prix) auf dem The Thermal Club Raceway, fand am 23. März statt und ging über eine Distanz von 65 Runden à 4,936 km. Es war der zweite Lauf zur IndyCar Series 2025.

## Bericht
Der aus der Pole-Position gestartete McLaren-Fahrer Pato O’Ward ging nach dem Start in Führung. Auf dem zweiten Platz reihte sich sein Teamkollege Christian Lundgaard ein und so blieb die Reihenfolge bis in das letzte Viertel des Rennens. Ausschlaggebend für den Sieg war einmal mehr, neben den Fahrkünsten von Alex Palou auch die exzellente Boxenstopp Strategie von Chip Ganassi Racing. Für den letzten Stint zog man Palou die weicheren Reifen auf, während die beiden führenden McLaren auf die harte Mischung setzten. So konnte der amtierende Meister zuerst Lundgaard überholen, er schloss die Lücke von 10 Sekunden auf den Führenden O‘Ward innerhalb von 10 Runden und überholte ihn. Palou konnte somit seinen 13. IndyCar-Sieg feiern in seiner Karriere. Das Rennen war für IndyCar-Verhältnisse eher ruhig und es gab nicht einmal eine Gelbphase.
In der Fahrermeisterschaft konnte Palou seinen Vorsprung ausbauen und er führte zu diesem Zeitpunkt die Tabelle an mit 102 Punkten vor O’Ward mit 63 und Scott Dixon (Chip Ganassi Racing) mit 61 Punkten.

## Zeitplan
| Datum                   | Tag               | Zeit (MESZ) | Zeit (LT) | Session           |
| ----------------------- | ----------------- | ----------- | --------- | ----------------- |
| 21.03.2025 (22.03.2025) | Freitag (Samstag) | 02:30       | 18:30     | Freies Training 1 |
|                         |                   |             |           |                   |
| 22.03.2025 (23.03.2025) | Samstag (Sonntag) | 21:00       | 13:00     | Freies Training 2 |
| 22.03.2025 (23.03.2025) | Samstag (Sonntag) | 01:00       | 17:00     | Qualifikation     |
|                         |                   |             |           |                   |
| 23.03.2025              | Sonntag           | 19:00       | 11:00     | Warm-Up           |
| 23.03.2025              | Sonntag           | 20:00       | 12:00     | Rennen            |

## Meldeliste
| Nr. | Fahrer              | Teams                            | Motor     |
| --- | ------------------- | -------------------------------- | --------- |
| 14  | Santino Ferrucci    | A. J. Foyt Racing                | Chevrolet |
| 41  | David Malukas       | A. J. Foyt Racing                | Chevrolet |
| 26  | Colton Herta        | Andretti Global / Curb-Agajanian | Honda     |
| 27  | Kyle Kirkwood       | Andretti Global                  | Honda     |
| 28  | Marcus Ericsson     | Andretti Global                  | Honda     |
| 5   | Pato O’Ward         | Arrow McLaren                    | Chevrolet |
| 6   | Nolan Siegel        | Arrow McLaren                    | Chevrolet |
| 7   | Christian Lundgaard | Arrow McLaren                    | Chevrolet |
| 8   | Kyffin Simpson      | Chip Ganassi Racing              | Honda     |
| 9   | Scott Dixon         | Chip Ganassi Racing              | Honda     |
| 10  | Alex Palou          | Chip Ganassi Racing              | Honda     |
| 18  | Rinus VeeKay        | Dale Coyne Racing                | Honda     |
| 51  | Jacob Abel          | Dale Coyne Racing                | Honda     |
| 20  | Alexander Rossi     | Ed Carpenter Racing              | Chevrolet |
| 21  | Christian Rasmussen | Ed Carpenter Racing              | Chevrolet |
| 77  | Conor Daly          | Juncos Hollinger Racing          | Chevrolet |
| 78  | Sting Ray Robb      | Juncos Hollinger Racing          | Chevrolet |
| 60  | Felix Rosenqvist    | Meyer Shank Racing               | Honda     |
| 66  | Marcus Armstrong    | Meyer Shank Racing               | Honda     |
| 83  | Robert Schwarzman   | Prema Racing                     | Chevrolet |
| 90  | Callum Ilott        | Prema Racing                     | Chevrolet |
| 15  | Graham Rahal        | Rahal Letterman Lanigan Racing   | Honda     |
| 30  | Devlin DeFrancesco  | Rahal Letterman Lanigan Racing   | Honda     |
| 45  | Louis Foster        | Rahal Letterman Lanigan Racing   | Honda     |
| 2   | Josef Newgarden     | Team Penske                      | Chevrolet |
| 3   | Scott McLaughlin    | Team Penske                      | Chevrolet |
| 12  | Will Power          | Team Penske                      | Chevrolet |

## Klassifikationen

### Freies Training 1
| Pos. | Nr. | Fahrer          | Team                | Motor | Zeit     |
| ---- | --- | --------------- | ------------------- | ----- | -------- |
| 1    | 10  | Alex Palou      | Chip Ganassi Racing | Honda | 1:40.548 |
| 2    | 27  | Kyle Kirkwood   | Andretti Global     | Honda | 1:40.638 |
| 3    | 28  | Marcus Ericsson | Andretti Global     | Honda | 1:40.737 |

### Freies Training 2
| Pos. | Nr. | Fahrer              | Team                | Motor     | Zeit      |
| ---- | --- | ------------------- | ------------------- | --------- | --------- |
| 1    | 7   | Christian Lundgaard | Arrow McLaren       | Chevrolet | 1:40.6421 |
| 2    | 10  | Alex Palou          | Chip Ganassi Racing | Honda     | 1:41.1247 |
| 3    | 28  | Marcus Ericsson     | Andretti Global     | Honda     | 1:41.2831 |

### Qualifying
Fahrzeit RUNDE1 / GRUPPE1 und RUNDE1 / GRUPPE2: je 10 Min.
Fahrzeit SCHNELLSTEN ZWÖLF (aus GRUPPE1 UND GRUPPE2): 10 Min.
Fahrzeit SCHNELLSTEN SECHS (aus SCHNELLSTEN ZWÖLF): 6 Min.
| Pos. | Nr. | Fahrer              | Team                | Motor     | Rundenzeit | Ø mph   | Session              |
| ---- | --- | ------------------- | ------------------- | --------- | ---------- | ------- | -------------------- |
| 1    | 5   | Pato O‘Ward         | Arrow McLaren       | Chevrolet | 1:39.9567  | 110,460 | SCHNELLSTEN SECHS    |
| 2    | 7   | Christian Lundgaard | Arrow McLaren       | Chevrolet | 1:40.1245  | 110,275 | SCHNELLSTEN SECHS    |
| 3    | 10  | Alex Palou          | Chip Ganassi Racing | Honda     | 1:40.3092  | 110,072 | SCHNELLSTEN SECHS    |
| 4    | 26  | Colton Herta        | Andretti Global     | Honda     | 1:40.3978  | 109,975 | SCHNELLSTEN SECHS    |
| 5    | 28  | Marcus Ericsson     | Andretti Global     | Honda     | 1:40.7435  | 109,597 | SCHNELLSTEN SECHS    |
| 6    | 20  | Alexander Rossi     | ECR                 | Chevrolet | 1:41.0359  | 109,280 | SCHNELLSTEN SECHS    |
| 7    | 66  | Marcus Armstrong    | Meyer Shank Racing  | Honda     | 1:40.6824  | 109,664 | SCHNELLSTEN ZWÖLF    |
| 8    | 27  | Kyle Kirkwood       | Andretti Global     | Honda     | 1:40.7306  | 109,611 | SCHNELLSTEN ZWÖLF    |
| 9    | 60  | Felix Rosenqvist    | Meyer Shank Racing  | Honda     | 1:40.9824  | 109,338 | SCHNELLSTEN ZWÖLF    |
| 10   | 45  | Louis Foster        | RLL                 | Honda     | 1:41.2256  | 109,075 | SCHNELLSTEN ZWÖLF    |
| 11   | 9   | Scott Dixon         | Chip Ganassi Racing | Honda     | 1:41.2319  | 109,068 | SCHNELLSTEN ZWÖLF    |
| 12   | 4   | David Malukas       | A. J. Foyt Racing   | Chevrolet | 1:41.2997  | 108,995 | SCHNELLSTEN ZWÖLF    |
| 13   | 18  | Rinus VeeKay        | Dale Coyne Racing   | Honda     | 1:40.6490  | 109,700 | OUT RUNDE1 / GRUPPE1 |
| 14   | 14  | Santino Ferrucci    | A. J. Foyt Racing   | Chevrolet | 1:40.6658  | 109,682 | OUT RUNDE1 / GRUPPE2 |
| 15   | 76  | Conor Daly          | JHR                 | Chevrolet | 1:40.6592  | 109,689 | OUT RUNDE1 / GRUPPE1 |
| 16   | 6   | Nolan Siegel        | Arrow McLaren       | Chevrolet | 1:40.7040  | 109,640 | OUT RUNDE1 / GRUPPE2 |
| 17   | 2   | Josef Newgarden     | Team Penske         | Chevrolet | 1:40.6956  | 109,649 | OUT RUNDE1 / GRUPPE1 |
| 18   | 15  | Graham Rahal        | RLL                 | Honda     | 1:40.8433  | 109,489 | OUT RUNDE1 / GRUPPE2 |
| 19   | 21  | Christian Rasmussen | ECR                 | Chevrolet | 1:40.8884  | 109,440 | OUT RUNDE1 / GRUPPE1 |
| 20   | 8   | Kyffin Simpson      | Chip Ganassi Racing | Honda     | 1:41.1684  | 109,137 | OUT RUNDE1 / GRUPPE2 |
| 21   | 12  | Will Power          | Team Penske         | Chevrolet | 1:40.9750  | 109,346 | OUT RUNDE1 / GRUPPE1 |
| 22   | 90  | Callum Ilott        | Prema Racing        | Chevrolet | 1:41.2929  | 109,003 | OUT RUNDE1 / GRUPPE2 |
| 23   | 51  | Jacob Abel          | Dale Coyne Racing   | Honda     | 1:41.1118  | 109,198 | OUT RUNDE1 / GRUPPE1 |
| 24   | 77  | Sting Ray Robb      | JHR                 | Chevrolet | 1:41.3356  | 108,957 | OUT RUNDE1 / GRUPPE2 |
| 25   | 3   | Scott McLaughlin    | Team Penske         | Chevrolet | 1:41.5133  | 108,766 | OUT RUNDE1 / GRUPPE1 |
| 26   | 30  | Devlin DeFrancesco  | RLL                 | Honda     | 1:41.3664  | 108,924 | OUT RUNDE1 / GRUPPE2 |
| 27   | 83  | Robert Shwartzman   | Prema Racing        | Chevrolet | 1:43.0781  | 107,115 | OUT RUNDE1 / GRUPPE2 |

### Endergebnis
| Pos. | Nr. | Fahrer                | Team                | Motor     | Rennzeit (Std.) | Rd. | Ø mph   | Führungsrunden | Stopps | Pt. |
| ---- | --- | --------------------- | ------------------- | --------- | --------------- | --- | ------- | -------------- | ------ | --- |
| 1    | 10  | Alex Palou            | Chip Ganassi Racing | Honda     | 1:56:23.2677    | 65  | 102,771 | 13             | 3      | 51  |
| 2    | 5   | Patricio O’Ward       | Arrow McLaren       | Chevrolet | 1:56:33.4531    | 65  | 102,621 | 51             | 3      | 44  |
| 3    | 7   | Christian Lundgaard   | Arrow McLaren       | Chevrolet | 1:56:46.0007    | 65  | 102,438 |                | 3      | 35  |
| 4    | 26  | Colton Herta          | Andretti Global     | Honda     | 1:56:58.3399    | 65  | 102,258 |                | 3      | 32  |
| 5    | 60  | Felix Rosenqvist      | Meyer Shank Racing  | Honda     | 1:56:58.8974    | 65  | 102,249 |                | 3      | 30  |
| 6    | 12  | Will Power            | Team Penske         | Chevrolet | 1:57:03.6464    | 65  | 102,180 |                | 3      | 28  |
| 7    | 66  | Marcus Armstrong      | Meyer Shank Racing  | Honda     | 1:57:04.7803    | 65  | 102,164 |                | 3      | 26  |
| 8    | 27  | Kyle Kirkwood         | Andretti Global     | Honda     | 1:57:15.5158    | 65  | 102,008 |                | 3      | 24  |
| 9    | 20  | Alexander Rossi       | ECR                 | Chevrolet | 1:57:15.8750    | 65  | 102,003 | 1              | 3      | 23  |
| 10   | 9   | Scott Dixon           | Chip Ganassi Racing | Honda     | 1:57:17.3202    | 65  | 101,982 |                | 3      | 20  |
| 11   | 15  | Graham Rahal          | RLL                 | Honda     | 1:57:21.5409    | 65  | 101,921 |                | 3      | 19  |
| 12   | 21  | Christian Rasmussen   | ECR                 | Chevrolet | 1:57:24.3275    | 65  | 101,880 |                | 3      | 18  |
| 13   | 2   | Josef Newgarden       | Team Penske         | Chevrolet | 1:57:33.6959    | 65  | 101,745 |                | 3      | 17  |
| 14   | 14  | Santino Ferrucci      | A. J. Foyt Racing   | Chevrolet | 1:57:36.3049    | 65  | 101,707 |                | 3      | 16  |
| 15   | 8   | Kyffin Simpson        | Chip Ganassi Racing | Honda     | 1:57:36.5074    | 65  | 101,704 |                | 3      | 15  |
| 16   | 76  | Conor Daly            | JHR                 | Chevrolet | 1:58:05.3097    | 65  | 101,291 |                | 3      | 14  |
| 17   | 18  | Rinus VeeKay          | Dale Coyne Racing   | Honda     | 1:58:06.9962    | 65  | 101,267 |                | 3      | 13  |
| 18   | 4   | David Malukas         | A. J. Foyt Racing   | Chevrolet | 1:58:10.5788    | 65  | 101,216 |                | 3      | 12  |
| 19   | 6   | Nolan Siegel          | Arrow McLaren       | Chevrolet | 1:58:11.0634    | 65  | 101,209 |                | 4      | 11  |
| 20   | 30  | Devlin DeFrancesco    | RLL                 | Honda     | 1:56:28.8054    | 64  | 101,110 |                | 3      | 10  |
| 21   | 28  | Marcus Ericsson       | Andretti Global     | Honda     | 1:56:32.5720    | 64  | 101,055 |                | 3      | 9   |
| 22   | 83  | Robert Shwartzman (R) | Prema Racing        | Chevrolet | 1:56:41.3067    | 64  | 100,929 |                | 3      | 8   |
| 23   | 77  | Sting Ray Robb        | JHR                 | Chevrolet | 1:56:51.8213    | 64  | 100,778 |                | 3      | 7   |
| 24   | 45  | Louis Foster (R)      | RLL                 | Honda     | 1:57:08.6783    | 64  | 100,536 |                | 3      | 6   |
| 25   | 51  | Jacob Abel (R)        | Dale Coyne Racing   | Honda     | 1:57:22.1476    | 64  | 100,344 |                | 3      | 5   |
| 26   | 90  | Callum Ilott          | Prema Racing        | Chevrolet | 1:57:48.9642    | 64  | 99,963  |                | 4      | 5   |
| 27   | 3   | Scott McLaughlin      | Team Penske         | Chevrolet | Dreher          | 53  | 91,930  |                | 3      | 5   |

(R)=Rookie / 0 Gelbphasen für insgesamt 0 Rd. / alle Starter auf Firestone-Reifen